# محمدرضا مهدیزاده
محمدرضا مهدیزاده شاعر، نویسنده، مترجم و روزنامه‌نگار ایرانی است.

## زندگی‌نامه
محمدرضا مهدیزاده در ۱۵ دی ۱۳۴۰ در شهر کلاچای گیلان به دنیا آمد. در هفت سالگی همراه خانواده به تهران کوچ کرد. تحصیلات ابتدایی و دو سال از دوره راهنمایی را در تهران گذراند، سپس ساکن ورامین شدند. یک سال پس از پیروزی انقلاب اسلامی دیپلم گرفت و در سال ۵۹ راهی خدمت سربازی شد. در دوران سربازی که مصادف با اولین سال‌های دفاع مقدس بود، اشعار او در مجلات اطلاعات هفتگی، جوانان و روزنامه جمهوری اسلامی به چاپ می‌رسید. اولین مشوقان او سهیل محمودی، یوسفعلی میرشکاک و دکتر سیدحسن حسینی بودند. در همان ایام به جلسات شعری که عصر پنج‌شنبه در حوزه هنری سازمان تبلیغات اسلامی برگزار می‌شد، پیوست و در آنجا با کسانی چون استاد مهرداد اوستا، استاد مشفق کاشانی، دکتر سیدحسن حسینی، دکتر قیصر امین‌پور، سهیل محمودی، ساعد باقری، محمدرضا محمدی‌نیکو، احمد عزیزی، علی‌رضا قزوه، سلمان هراتی و… آشنا شد.
مهدیزاده در سال ۱۳۶۳ مسوولیت صفحات شعر مجله اطلاعات هفتگی ـ پر سابقه‌ترین مجله کشور ـ را بر عهده گرفت که تا هم‌اکنون نیز ادامه دارد و در طول بیش از سه دهه تصدی بر این صفحات، شاعران بسیاری را به جامعه ادبی کشور معرفی کرده‌است. او دکترای روزنامه‌نگاری و دکترای زبان و ادبیات فارسی است.
مهدیزاده از اولین ماه‌های راه‌اندازی شبکه رادیویی پیام یعنی از اوایل سال ۷۵ تا به امروز به عنوان گوینده و نویسنده با این شبکه همکاری دارد. او همچنین از اوایل سال ۷۱ تا اواخر ۷۴ سردبیر مجله «خانواده» و از اواخر ۷۴ تا اواخر ۹۶ سردبیر مجله خانوادگی، اجتماعی «روزهای زندگی» بود.
مهدیزاده در عرصه ترانه‌سرایی نیز طبع‌آزمایی کرده‌است و ترانه‌های او را خوانندگانی چون حسین زمان، مانی رهنما، حمید خندان، چنگیز حبیبیان و… خوانده‌اند.
از دیگر مشغولیات مهدیزاده تدریس در دانشگاه و کنسرواتوار بزرگ موسیقی تهران است. او داور جشنواره‌های مختلف از جمله حوزه، دانشگاه و دفاع مقدس بوده و جوایز و تقدیرنامه‌های فراوانی دریافت کرده‌است.

## آثار
1. کنار پنجره‌های بارانی (مجموعه شعر) انتشارات خانواده
2. از تو و عشق (مجموعه دو بیتی) انتشارات دالاهو
3. عاشقانه با خدا (مجموعه شعر) انتشارات اطلاعات
4. دور از چشم فرشته‌ها (مجموعه شعر) نشر تکا
5. بدون واژه می‌آیم سراغت (مجموعه دوبیتی) انتشارات فصل پنجم
6. به پیشواز آرزوهایم بیا (مجموعه شعر) انتشارات فصل پنجم
7. سری خونین در آغوش خدا بود (مجموعه دوبیتی) انتشارات هزاره ققنوس
8. کلمات را در آغوش می گیرم (مجموعه شعر) انتشارات هزاره ققنوس
9. نامه‌ای به تو (مجموعه نثر ادبی) نشر مانا
10. لحظه‌های درنگ (مجموعه نثر ادبی) انتشارات اهل قلم
11. روی بال‌های دریا (مجموعه نثر ادبی) انتشارات اهل قلم
12. آرام‌تر از خواب درختان (مجموعه نثر ادبی) انتشارات راه سبحان
13. تو را دوست دارم (مجموعه نثر ادبی) نشر روشن‌مهر
14. سنگ‌ها برایت آواز می‌خوانند (مجموعه نثر ادبی) نشر تکا
15. عطر تو را تلاوت می‌کنم (مجموعه نثر ادبی) انتشارات هزاره ققنوس
16. چقدر برای عاشق شدن وقت کم است (مجموعه نثر ادبی) انتشارات بال‌سو
17. تولد صبح به افق پروانگی تو (مجموعه نثر ادبی) انتشارات هزاره ققنوس
18. افسانه مرد سنگدل (ترجمه)انتشارات سروش
19. یک تکه از آفتاب (ترجمه) انتشارات خانواده
20. درخت بلوط (ترجمه) انتشارات اطلاعات
21. پیرزن و شب (ترجمه) انتشارات اطلاعات

## بررسی آثار
محمدرضا مهدیزاده در قالب‌های گوناگون شعر، طبع و قریحه خود را آزموده است، اما تمرکز او روی قالب دو بیتی و شعر سپید بوده‌است. مهدیزاده در زمینه آیینی نیز آثار در خور و قابل توجهی دارد که مجموعه شعر سپید «عاشقانه با خدا» و مجموعه دوبیتی عاشورایی «سری خونین در آغوش خدا بود» و همچنین مجموعه نثر ادبی «عطر تو را تلاوت می‌کنم» که مناجاتهای او را در بر می‌گیرند، از آن جمله‌اند. در زمینه نثرادبی نیز هشت مجموعه را به چاپ رسانده و به جرات می‌توان گفت از نخستین کسانی است که بعد از انقلاب اسلامی به نثر ادبی جانی دوباره بخشید و با جدی گرفتن آن در ترویج این ژانر و گونه ادبی کوشید. محمدرضا مهدیزاده سبک ویژه‌ای در نوشتن نثر ادبی دارد که بیشتر آمیزه‌ای از عنصر خیال، عاطفه و اندیشه است و مخاطب پیوند عاطفی عمیقی با نوشته‌های او برقرار می‌کند.

## نمونه اشعار
گنجشک‌ها

افق آیینه گنجشک‌ها بود
شب بی‌کینه گنجشک‌ها بود
چنان دم می‌زدند از عشق، انگار
دلم در سینه گنجشک‌ها بود
پس از یک عمر

پس از یک عمر تأخیر آمدی، عشق
در این ایام دلگیر آمدی، عشق
دلم یک غنچه بود و زود پژمرد
چرا دیر آمدی، دیر آمدی، عشق؟
عاشق

غزل خواندیم از دیوان چشمت
خوشا آن کس که شد مهمان چشمت
من و دل عاشق باران و ابریم
همیشه ساکن گیلان چشمت
تلخ و شیرین

غم نامهربانی، تلخ و شیرین
قضای آسمانی، تلخ و شیرین
چو کردم چشم خود را باز و بسته
گذشت این زندگانی، تلخ و شیرین
من تو را…

سراسر خواب من کابوس، کابوس
ندارم در شبم فانوس، فانوس
به دل آمد بگویم من تو را دوس…
ولی لب وا نشد، افسوس، افسوس
بدون واژه

مرا هر چند سوزاندی به ناحق
به شمع و گل شود پروانه ملحق
بدون واژه می‌آیم سراغت
تتق تق تق، تتق تق تق، تتق تق
بیا

قفس را بشکنم با نام پرواز
به شوق دیدن تو پر کنم باز
دل من پشت ابری مانده، ای دوست
بیا نزدیکتر، نزدیکتر، باز
اگر

اگر ای آسمان بال و پرم بود
هوای بوسه بر تو در سرم بود
دلم می‌خواست شب باشد همیشه
اگر ماهت شبیه دخترم بود
«تقدیم به برادر شهیدم مرتضی»
من همیشه درکنار

گم شدم در آینه، بی‌ترانه و بهار
رد تو در آسمان، رد من در این غبار
بی‌هوا و بی‌هوس، پر زدی از این قفس
زنده‌ام به یک نفس، مرده‌ام هزار بار
چشم‌های هر چه رود، یک نشانه از تو بود
تو میان موجها، من همیشه در کنار
دست تو پر از قنوت، دست من پر از سکوت
محو قوت لایموت، خسته‌ام ز روزگار
سهمت از سفر چه بود؟ باغ‌هایی از بهشت
سهم من فقط همین، سوت آخرین قطار
من رفیق نیمه‌راه، مانده در شب گناه
تو فراتری ز ماه، مهربان و رستگار
با تب زیان و سود، کی توان تو را سرود؟
با تخیل کبود، واژه‌های در حصار؟
«تقدیم به حضرت امام رضا (ع)»
زیارت

آمده‌ام با گِله‌های زیاد
خسته‌ام از مسئله‌های زیاد
عاشقی از طایفه بیدلم
گم شده در سلسله‌های زیاد
تشنه یک جرعه نگاه زلال
دور و برم حرمله‌های زیاد
کلبه فرسوده دل بی‌صفاست.
منتظر زلزله‌های زیاد
در تب و تاب سفری دیگرم
در گذرِ حوصله‌های زیاد
زنده‌ام از عطر ضریح شما
مرده‌ام از فاصله‌های زیاد
شکر، کمی رو به جلو آمدم
پشت سر قافله‌های زیاد
کاش صدایم به شما می‌رسید
از پس این هلهله‌های زیاد
زائر آن صحن تماشایی‌ام
چشم به راه صله‌های زیاد
دستهایم

دستهایم در تهران
زندگی می‌کنند
شعرهایم در شمال

و اشکهایم

در اتاقی که
بین شنبه و دوشنبه سرگردن است.
تو در قاب همه پنجره‌های جهان
پیدایی
و نگرانی که مبادا

راه را گم کنم
تولد

می‌دانم

در یک گورستان متروک

آن‌قدر تاریک می‌شوم

که از یاد می‌روم

و تو

دوباره مرا

با مدادهای رنگی‌ات

به دنیا می‌آوری
درخت

درخت را

دوست دارم

چون فردا

دری می‌شود

که تو

بازش می‌کنی

و قدم در رویاهایم
می‌گذاری
قرار نبود

قرار نبود

حرفهایم

مثل لیموهای نصف شده

آن‌قدر معطل بمانند

تا تلخ شوند

قرار نبود

به پیشواز آرزوهایم
نیایی